# Tablou triunghiular

Tablou triunghiular a cărui diagonală principală este formată din

În matematică și informatică un tablou triunghiular de numere, polinoame sau altele asemenea, este un șir dublu indexat în care lungimea fiecare rând este egală cu indicele rândului. Adică, rândul i conține doar i elemente.

## Exemple
Exemple notabile de tablouri triunghiulare:
- Triunghiul lui Bell, cu numărul de partiții ale unei mulțimi în care un element dat este cel mai mare singleton.[1]
- Triunghiul lui Catalan, cu numărul de șiruri de paranteze în care nicio paranteză închisă nu este fără pereche.[2]
- Triunghiul lui Euler, cu permutările cu un număr dat de termeni mai mari.[3]
- Triunghiul lui Floyd, cu numerele naturale în ordine.[4]
- Triunghiul lui Hosoya, bazat pe numerele Fibonacci[5]
- Triunghiul lui Lozanić, folosit în matematica compușilor chimici.[6]
- Triunghiul Narayana, cu numerele șirurilor de paranteze echilibrate cu un număr dat de încapsulări distincte.[7]
- Triunghiul lui Pascal, cu coeficienții binomiali.[8]

Tablourile triunghiulare de numere întregi în care rîndurile sunt simetrice și încep și se termină cu 1 sunt numite uneori triunghiuri Pascal generalizate; exemple fiind triunghiul lui Pascal și triunghiurile de numere euleriene și Narayana.